# Sagisu
Sagisu ali Sagišu je bil kralj (malikum) prvega Eblaitskega kraljestva, ki je vladal okoli 2680 pr. n. št.  Njegovoime se prevaja kot »(Božansko ime) je ubil«.
Eblaiti so častili svoje umrle kralje. Sagisujev kult so vzdrževali v Ebli. Bil je pomemben pri ustoličevanju svojih naslednikov.  Sagisuju so darovali med praznovanji kronanja Irkab-Damuja  in Isar-Damuja, kar dokazuje kontinuiteto eblaitske kraljevske družine.